# Amy Jelf
Ann-Mari Astrid von Schoultz, född Jelf den 10 juni 1930 i Katarina församling i Stockholm, död 26 september 1991 i S:t Görans församling i Stockholm, var en svensk skådespelerska.
Amy Jelf var från år 1955 gift med regissören Odert von Schoultz i hans tredje äktenskap. Hon är begravd på Bromma kyrkogård.

## Filmografi
- 1952 – Klasskamrater
- 1953 – All jordens fröjd
- 1953 – Peter Pan
- 1954 – Dans på rosor
- 1954 – Flicka med melodi
- 1955 – Älskling på vågen
- 1955 – Resa i natten

## Teater

### Roller (ej komplett)
| År   | Roll        | Produktion                                                  | Regi           | Teater        |
| ---- | ----------- | ----------------------------------------------------------- | -------------- | ------------- |
| 1953 | Medverkande | Operation knätofs, revy Stig Bergendorff och Gösta Bernhard | Gösta Bernhard | Casinoteatern |